# Clark Street
Clark Street è una fermata della metropolitana di New York situata sulla linea IRT Broadway-Seventh Avenue. Nel 2019 è stata utilizzata da 1 781 419 passeggeri. È servita dalla linea 2 sempre e dalla linea 3 sempre tranne di notte.
La stazione è chiusa dal 3 novembre 2021 per permettere la sostituzione degli ascensori. Riaprirà nell'aprile 2022.

## Storia
La stazione fu aperta il 15 aprile 1919. Venne ristrutturata a metà anni 1980.

## Strutture e impianti
La stazione è sotterranea, ha una banchina ad isola e due binari. Un piccolo fabbricato viaggiatori, posto al piano terra dell'ex Hotel St. George e con ingressi su Clark Street e Henry Street, ospita i tornelli e tre ascensori che portano a un corridoio (Clark Street Passage) dove sono situate le due scale per la banchina.

## Interscambi
La stazione è servita da alcune autolinee gestite da NYCT Bus.
- Fermata autobus